# Красная ртуть
Кра́сная ртуть, Red Mercury 20/20 (RM-20/20), Compound-20/20 или многофункциона́льный катализа́тор — несуществующая аллотропная модификация ртути, якобы одна из последних военных разработок СССР. Наиболее коммерчески успешный из вымышленных материалов.

## История
Появилось понятие «красной ртути» ещё во времена СССР. И под этим названием что только не продавалось. Это была и ртуть, перемешанная с битым кирпичом, и вода с красителями. По свойствам красной ртути, которые ей приписывают: токсичность, радиоактивность, плотность почти 20 — нет ни одного соединения ртути, которое бы обладало всеми этими свойствами.Александр Кукса
Считалось, что это вещество обладает, помимо всего прочего, большой плотностью (20 г/см³), температурой замерзания в −150 °C, токсичностью на уровне KCN и радиоактивностью, используется не то в «детонаторе термоядерной бомбы», не то в гаусс-пушках, не то в «сверхмощных военных лазерах».

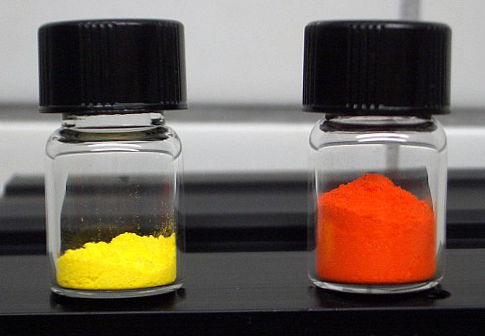
Иодид ртути(II), слева направо: β- (жёлтого цвета) и α-форма (красно-оранжевого)

Известным лжеучёным Петриком В. И. якобы делались попытки создания мёссбауэровского гамма-лазера на изотопе ртути-196 (красная ртуть), потом работы переключились на осмий-187.
Существуют несколько ртутьсодержащих веществ красного оттенка: оксид ртути (HgO), киноварь (HgS), оксистибат ртути (Hg2Sb2O7), иодиды ртути(I) (Hg2I2) и ртути(II) (HgI2). Ни заявленной плотностью на уровне осмия, ни радиоактивностью, ни какими-либо фантастическими свойствами эти соединения не обладают. Разве что оксистибат выделяется термостойкостью: если другие ртутные соли разлагаются уже при температуре около 300—350 °C, то пироантимонат выдерживает нагрев до 700 °C без разложения.
Отчасти слухи о плотности и радиоактивности обусловлены случаями, когда под видом RM-20/20 продавалась тяжёлая амальгама металлов платиновой группы[уточнить] (металлы платиновой группы не амальгамируются) и радиоактивная амальгама плутония-239. В книге «Косово поле. Россия» Дмитрий Черкасов утверждает, что «красная ртуть» — жаргонное название оружейного плутония. Реально под названием «красная ртуть» продавалось очень много различных химикатов вплоть до смеси обычной ртути с толчёным кирпичом и даже воды, подкрашенной анилином. По некоторым данным, под видом «красной ртути» с территории СССР вывозилось смешанное со ртутью золото, а также иные растворённые в ртути драгоценные металлы. В эти противозаконные действия были вовлечены высокопоставленные государственные чиновники и организованные преступные сообщества.
Есть и «неметаллическая» версия о происхождении термина — под таким названием продавались наркотики и прочие запрещённые препараты, а также документация разных оборонных технологий. Также может быть, что всё это — выдумка кинорежиссёров и сценаристов.

## Возможная дезинформация
Характер публикаций, книг и других материалов о так называемой красной ртути не исключает возможности, что вся история возникновения понятия была лишь достаточно масштабной дезинформацией, проведённой, видимо, спецслужбами СССР с целью определить круг лиц, заинтересованных в поиске расщепляющихся материалов (террористы и пр.), безо всякого риска обнаружить каналы утечки секретной информации и отвлечь враждебные спецслужбы на заведомо вымышленный материал.

## Угрозы применения
О наличии «красной ртути» и намерениях её применить в 2001 году заявлял Шамиль Басаев, но что он имел в виду, так и осталось тайной.
Вот Басаев, главарь мирового терроризма, попал впросак. Вот открываю газету и читаю: У Басаева  для борьбы с федералами  есть ядерное оружие, в том числе и «красная ртуть». Когда я услышал, я смеялся: если он говорит про красную ртуть, значит, у него нет ничего!Александр Гуров
В 2004 году в Испании один из лидеров «Аль-Каиды» сообщил, что у него есть несколько карманных ядерных бомб на основе красной ртути. Но данная информация также оказалась фикцией.

## Торговля «красной ртутью»
Красная ртуть по праву считается наиболее коммерчески успешным вымышленным материалом. В начале 90-х многие жулики, от мелких до оргпреступности, торговали сомнительными товарами, называя их «красной ртутью».
Продавались смеси ртути с кирпичной пылью и другими веществами красных оттенков, оксид ртути, пироантимонат, киноварь и другие ртутьсодержащие вещества.
Также под таким названием проходили амальгамы золота, платины, плутония и других металлов, контрабандно вывозимых с территории Российской Федерации. В связи с высокой стоимостью амальгамированных металлов цена таких амальгам достигала $500 за грамм.
В 2008 году несколько мошенников на окраине Уфы пытались продать термос с обычной ртутью за 5 млн рублей, но были задержаны. Однако в итоге им был выписан лишь административный штраф за ненадлежащее хранение ртути, поскольку состава преступления в их действиях не нашлось.

## В массовой культуре

### В кинематографе
На тему красной ртути снят ряд документальных фильмов:
- 2005 — «Что такое красная ртуть?» (англ. «What is red mercury», Великобритания), режиссёр Эд Мур.
- 2005 — «Красная ртуть» (англ. «Red Mercury»), режиссёр Рой Баттерсби[англ.].[8]
- 2008 год, ТВЦ , «Аферы века. Красная ртуть».

Этот вымышленный материал также упоминается во множестве кинодетективов и боевиков:
- 1992 — в фильме «Тайна виллы».
- 1995 — фильм «Осторожно! Красная ртуть!» (оригинальное название укр. «Обережно, червона ртуть», Украина), режиссёр Анатолий Иванов, где экранизировано множество махинаций с красной ртутью, но действие перенесено из РФ на Украину.
- 1995−1998 — в телесериале «Электронные жучки» (англ. «Bugs», Великобритания), где бандит из России пытался продать красную ртуть.
- 1996−1998 — в комедийном телесериале «Осторожно, модерн!» (Россия) герои одной из серий упоминают красную ртуть как самый дорогой товар на мировом рынке.
- 1996−1999 — в одной из серий телесериала «Полтергейст: Наследие» (англ. «Poltergeist: The Legacy», США−Канада).
- 1999 — в телесериале «Агент национальной безопасности» (Россия), в 10-й серии первого сезона.
- 2000 — в сериале «Секретные материалы» (англ. «X-files», США).
- 2005 — в сериале «Виола Тараканова. В мире преступных страстей — 2» (Россия), красная ртуть упоминается во втором фильме «Филе из золотого петушка».
- 2006 — в фильме режиссёра Андрея Кавуна «Охота на пиранью» завязка сюжета строится вокруг химического оружия под названием «Радость жизни», состоящая из смеси радиополеинтерманита железа и красной концентрированной ртути.
- 2007 — в телесериале «Солдаты 12» (Россия), в 44-й серии.
- 2009 — в фильме «Звёздный путь» (англ. «Star Trek», Великобритания), в котором создаются чёрные дыры при помощи «красной материи» (red matter, decalithium). Выглядит как жидкость с плотностью и текучестью ртути, красного цвета.
- 2009 — в сериале «Дикий».
- 2012 — в телесериале «ОСА» (Россия), 55-я серия «Игры кончились»: участник ролевой игры взрывает машину полковника, в ходе расследования выясняется, что бомба — это красная ртуть.
- 2013 — в комедийном боевике «РЭД 2» (англ. «Red 2», США) на главных героев было совершено покушение из-за того, что они участвовали в некоем проекте «Паслён» — охраняли учёного, который изобрёл «какую-то бомбу» и хотел собрать её в России, но был убит. Впоследствии оказалось, что тот пробыл 32 года в психбольнице, так как изобрёл и собрал бомбу на основе красной ртути и хотел её активировать.
- 2017 — в телесериале «Салем» США, 7-я серия 3-го сезона.

### В литературе
- В некоторых «документальных» фильмах времени перестройки красная ртуть описывалась как получаемое с помощью ускорителя вещество с повышенным содержанием нейтронов в ядре, способное за счёт нейтронного излучения снижать критическую массу урана-235, что якобы давало возможность изготовить «атомную бомбу размером с авторучку». Возможно, эта идея была позаимствована из фантастического романа В. Савченко «Чёрные звёзды», где описывалось фантастическое вещество «нейтрид», состоящее из одних нейтронов (в романе «нейтрид» получали из обычной ртути, облучая её мезонным пучком в ускорителе). В реальности такое вещество может существовать лишь доли секунды.
- Упоминание красной ртути, как мифологического сверхдорогого природного материала — предмета нелегальной международной торговли, несколько раз встречается в тексте русскоязычного романа «Золотое колесо» абхазско-русского писателя Даура Зантария, вышедшего в  1997 году в журнале «Знамя»[9], а в 1998 отдельным изданием[10]: «На сухумской набережной, в кофейне перед гостиницей «Рица», шел оживлённый торг. Наименование и количество предполагаемых товаров имели характер сюрреалистический, а суммы назывались такие, словно речь шла не о долларах, а о пенициллине. В основном тут гуляла красная ртуть, но предлагались и змеиный яд контейнерами, и золото с серебром килограммами...»[11].
- Красная ртуть также упоминается в книге Феликса Разумовского «2012. Игра нипочём»
- В 2007 году в Эстонии был издан роман «Красная ртуть» бывшего руководителя криминальной полиции Эстонии Андреса Анвельта на эстонском языке. Роман сразу стал бестселлером. Вскоре роман был переведён и на русский язык.
В апреле 2010 года состоялась премьера одноимённого фильма режиссёра Андреса Пуустусмаа[12].
- В художественно-документальной книге Александра Коваля «Ржавый воздух» красной ртути посвящена отдельная глава, где приводятся и некоторые документальные сведения об этом таинственном металле.
- В книге Джозефа Фаррелла «Братство „Колокола“: Секретное оружие СС» этот выдуманный материал является средой, в которой вращались два противоположно направленных диска. Предположительно, эта установка использовалась для выработки оружейного урана. Использовалось название «антимонат».
- В книге Владимира Мальсагова «Русская мафия — ФСБ» красная ртуть, по мнению КГБ, находилась в дипломате, за которым они охотились.

### В компьютерных играх
- В 2004 году компания Zombie Studios выпустила игру Shadow Ops: Red Mercury[англ.].
- Красная ртуть упоминается также в игре Tom Clancy’s Splinter Cell: Double Agent, четвёртой части серии «Splinter Cell», разработанной и изданной компанией Ubisoft.
- В игре Delta Force: Urban Warfare, разработанной компанией Rebellion Developments и изданной компанией NovaLogic для платформы PlayStation, игрок предотвращает попытку террористов заполучить красную ртуть.

### В музыке
- В песне группы «Ляпис Трубецкой» «Железный» содержатся строки с упоминанием красной ртути.
- В песне группы «Кровосток» «Ногти» содержатся строки с упоминанием красной ртути. В контексте песни, возможно, имеется в виду некое наркотическое вещество.
- В песне Игоря Чижика «Мы не воры» содержатся строки с упоминанием того же самого вымышленного материала.
- Название альбома группы «Мумий Тролль» «Точно ртуть алоэ» содержит скрытую отсылку к красной ртути, через замену красного цвета на алый с последующим изменением на алоэ. Илья Лагутенко поясняет[13], что «красная ртуть» — мифическая, но очень дорогая и ценная жидкость, а упоминание алоэ — аллюзия на особые лечебные свойства.